# Бехнішоара
Бехнішоара (рум. Băhnișoara) — село у повіті Нямц в Румунії. Входить до складу комуни Бахна.
Село розташоване на відстані 263 км на північ від Бухареста, 37 км на південний схід від П'ятра-Нямца, 75 км на південний захід від Ясс.

## Населення
За даними перепису населення 2002 року у селі проживали 462 особи, усі — румуни. Усі жителі села рідною мовою назвали румунську.